# Papaverbij
De papaverbij (Hoplitis papaveris) is een vliesvleugelig insect uit de familie Megachilidae. De wetenschappelijke naam van de soort is voor het eerst geldig gepubliceerd in 1799 door Latreille.